# Palais Dumba

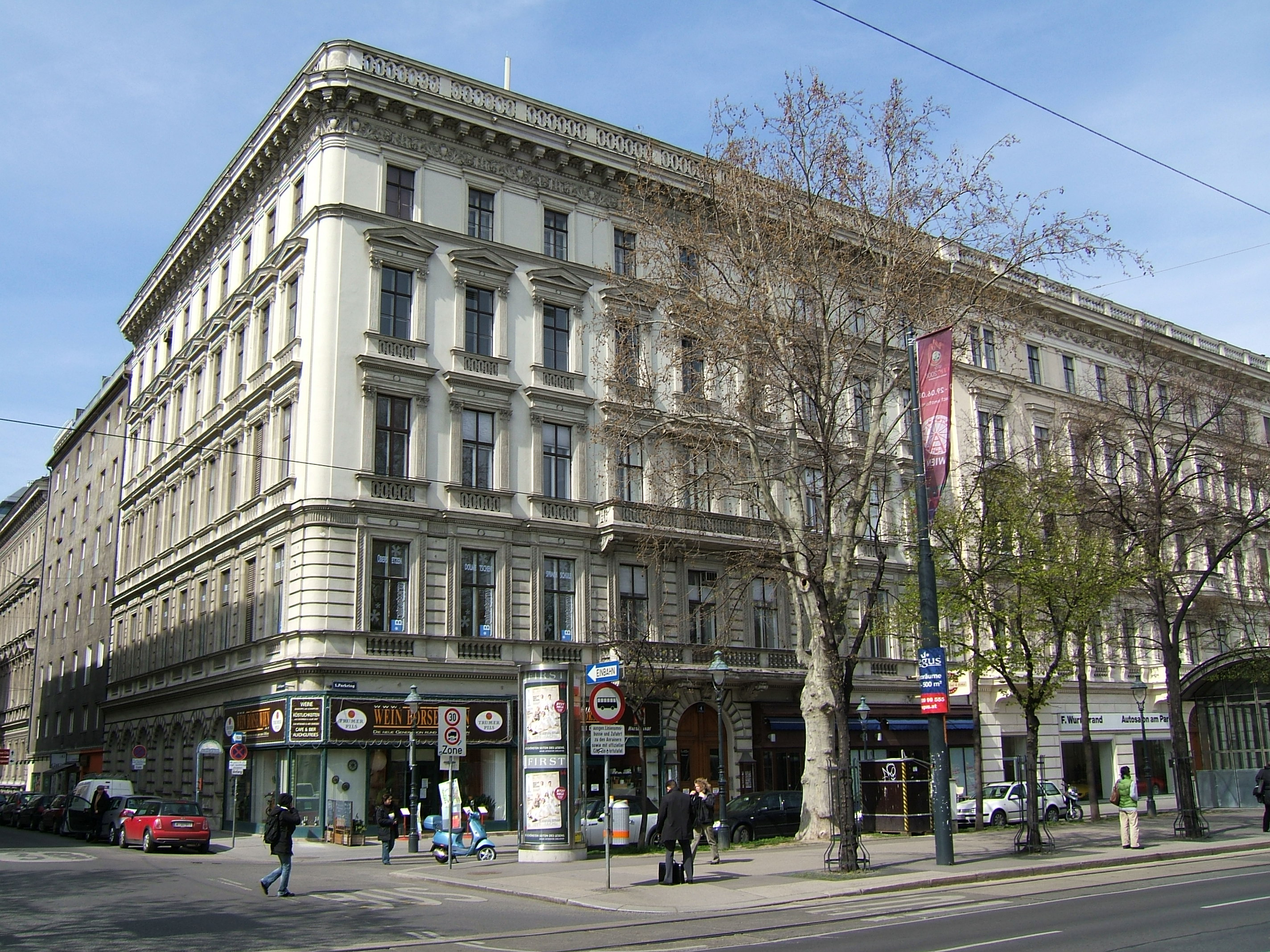
Palais Dumba am Parkring (2008)

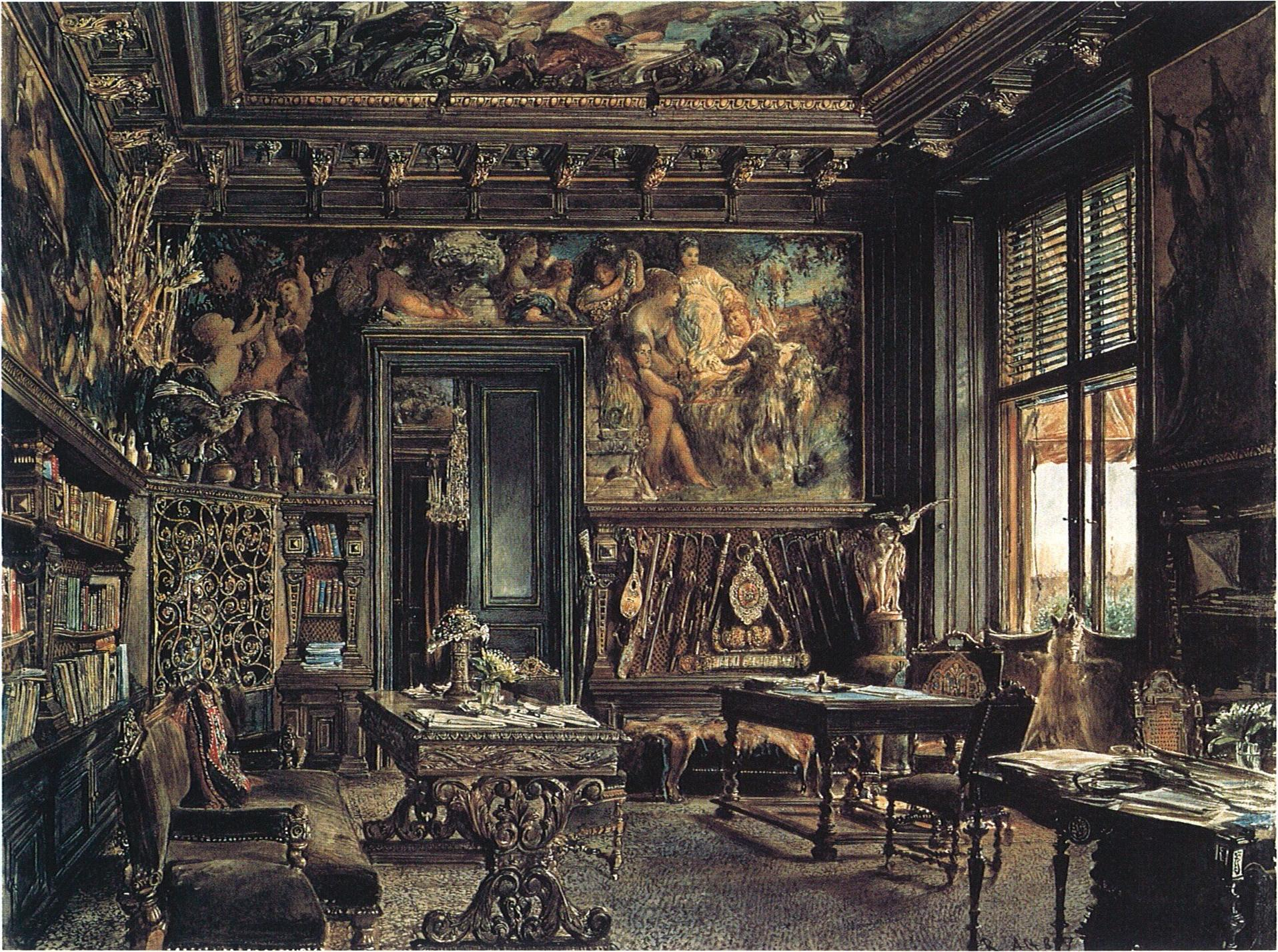
Die Bibliothek im Palais Dumba, nach Rudolf von Alt

Das Palais Dumba ist ein Wiener Palais im 1. Wiener Gemeindebezirk Innere Stadt am Parkring 4, Ecke Zedlitzgasse. 
Das Palais Dumba wurde in den Jahren 1865 bis 1866 vom bekannten Wiener Architektenduo Johann Romano von Ringe und August Schwendenwein von Lanauberg im Auftrag von Nikolaus Dumba als ein großes U-förmiges Eckhaus im Wiener Neorenaissancestil errichtet. Der Industrielle und Politiker aromunischer Abstammung war vor allem in Wien als Kunstmäzen und Musikfreund bekannt. Heute beherbergt das eher unauffällige, fünfgeschoßige Palais Wohnungen sowie im Erdgeschoß mehrere Geschäftslokale. 
Bekannt wurde das Palais vor allem dank seiner reichlichen Innenausstattung, die jedoch großteils im Jahre 1937 im Dorotheum versteigert wurde. Das reich verzierte Arbeitszimmer des Palais wurde vom bekannten Künstler Hans Makart geschaffen. Weiters beteiligten sich auch Gustav Klimt und Friedrich Schilcher. Ihre Supraporten verbrannten jedoch während des Zweiten Weltkrieges. Die ehemalige reiche Ausstattung wurde jedoch auf einigen Aquarellen von Rudolf von Alt beziehungsweise auf Fotografien festgehalten. 
Koordinaten: 48° 12′ 24″ N, 16° 22′ 46″ O